# Dokładny czas
Dokładny czas – druga studyjna płyta zespołu Hurt. Najpopularniejsza piosenka z płyty to "Stare numery". Na płycie znajduje się również wersja piosenki "Song 2" zespołu Blur przygotowana przez zespół Hurt.

## Lista utworów
1. „Czasami żartujemy”
2. „Mechaniczne schody”
3. „Nie tylko – na pewno”
4. „Twarze”
5. „Stare numery”
6. „Jesteś mały”
7. „Psycho – Jezus”
8. „Serki dietetyczne”
9. „Załóż swoją religię”
10. „Nienormalny”
11. „Oto ja”
12. „System”
13. „Nie tylko na pewno”
14. „Kraksa”
15. „Półśrodek nie”
16. „Stare numery skalpel dub”
17. „Przekaz jest jeden”
18. „Półśrodki nie wersja z kuchni”